# Eerste schaatsmarathon op natuurijs 2024
De Marathonschaatsen 2023/2024 Eerste schaatsmarathon op natuurijs 2024 was de dertiende wedstrijd van het Marathonseizoen die op dinsdag 9 januari 2024 plaatsvond in Winterswijk. De marathon werd door de Winterswijkse IJsvereniging (WIJV) onder auspiciën van de KNSB georganiseerd op ijsbaan De Witte Poorte. Het was de dertiende wedstrijd van het marathonseizoen.
Harm Visser had de eerste marathon op natuurijs gewonnen. Er was een achttal van rijders ontsnapt uit het peloton die een ronde pakte en weer aansloten. In de finale ontsnapte Vissers ploeggenoot Jorrit Bergsma uit een kopgroep van acht waarna Luc ter Haar probeerde over te steken en daarbij Visser mee kreeg. Visser werd in de slotronde nog bijgehaald door Christian Haasjes maar klopte hem uiteindelijk in de sprint. De Nieuw-Zeelander Peter Michael eindigde als derde voor Ter Haar die uiteindelijk genoegen moest nemen met de vierde plaats. Marijke Groenewoud won bij de vrouwen. Groenewoud was het snelst in de massasprint en won voor het eerst in haar carrière de natuurijsprimeur. Esther Kiel snelde achter de naar de tweede plaats, Lianne van Loon was goed voor plaats drie. De wedstrijd kende verschillende uitlooppogingen die echter nooit de ruimte kregen waarna Groenewoud zich in de sprint de beste toonde.

## Tijdschema
| Datum                  | Tijd (CET) | Onderdeel           |
| ---------------------- | ---------- | ------------------- |
| Dinsdag 9 januari 2024 | 19:00      | Top-divisie vrouwen |
| Dinsdag 9 januari 2024 | 20:00      | Top-divisie mannen  |

## Podia
| Klasse             | Eerste             | Tweede             | Derde           |
| ------------------ | ------------------ | ------------------ | --------------- |
| Topdivisie mannen  | Harm Visser        | Christiaan Haasjes | Peter Michael   |
| Topdivisie vrouwen | Marijke Groenewoud | Esther Kiel        | Lianne van Loon |

## Uitslag Top-divisie mannen[5]
| #      | Rijder             | Nationaliteit | Ploeg                         | Ronde | Punten |
| ------ | ------------------ | ------------- | ----------------------------- | ----- | ------ |
| Goud   | Harm Visser        | Nederland     | Jumbo-Visma                   | 101   | 30,1   |
| Zilver | Christiaan Haasjes | Nederland     | Sprog                         | 101   | 26     |
| Brons  | Peter Michael      | Nieuw-Zeeland | A6.nl-KMC                     | 101   | 23     |
| 4      | Luc ter Haar       | Nederland     | Bouwselect-De Haan Westerhoff | 101   | 22     |
| 5      | Lars Woelders      | Nederland     | OKAY/Interfarms               | 101   | 21     |
| 6      | Niels Overvoorde   | Nederland     | Sportchaletviehhofen.at       | 101   | 20     |
| 7      | Jorrit Bergsma     | Nederland     | Jumbo-Visma                   | 101   | 19     |
| 8      | Gary Hekman        | Nederland     | Team Reggeborgh               | 101   | 18     |
| 9      | Jorian ten Cate    | Nederland     | OKAY/Interfarms               | 100   | 12     |
| 10     | Homme Jan de Groot | Nederland     | Bouwselect-De Haan Westerhoff | 100   | 11     |
| 11     | Robbert Post       | Nederland     | Jumbo-Visma                   | 100   | 10     |
| 12     | Ruben Marinus      | Nederland     | Sprog                         | 100   | 9      |
| 13     | Crispijn Ariëns    | Nederland     | Team Reggeborgh               | 100   | 8      |
| 14     | Axel Koopman       | Nederland     | VGR Sport / Mechan Groep      | 100   | 7      |
| 15     | Ruben Ligtenberg   | Nederland     | OKAY/Interfarms               | 100   | 6      |
| 16     | Simon de Smit      | Nederland     | Vector                        | 100   | 5      |
| 17     | Luuk Loohuis       | Nederland     | Port of Amsterdam / SKITS     | 100   | 4      |
| 18     | Daan Berkhout      | Nederland     | Van Ramshorst Renault         | 100   | 3      |
| 19     | Evert Hoolwerf     | Nederland     | Team Reggeborgh               | 100   | 2      |
| 20     | Joram Verkerk      | Nederland     |                               | 100   | 1      |

100 ronden
0:55:44uur (gem. 33,4sec) 43,1km/h

## Uitslag Top-divisie vrouwen[6]
| #      | Rijder                 | Nationaliteit | Ploeg                                        | Ronde | Punten |
| ------ | ---------------------- | ------------- | -------------------------------------------- | ----- | ------ |
| Goud   | Marijke Groenewoud     | Nederland     | Team Albert Heijn Zaanlander                 | 70    | 25,1   |
| Zilver | Ester Kiel             | Nederland     | BDM-BTZ                                      | 70    | 21     |
| Brons  | Lianne van Loon        | Nederland     | KNSB Inline Selectie                         | 70    | 18     |
| 4      | Elsemieke van Maaren   | Nederland     | BDM-BTZ                                      | 70    | 17     |
| 5      | Janne Berkhout         | Nederland     | Van Ramshorst Renault                        | 70    | 16     |
| 6      | Hilde Noppert          | Nederland     | Bouwbedrijf de Vries                         | 70    | 15     |
| 7      | Tessa Snoek            | Nederland     | VGR Sport-Vreugdenhil Dairy Foods            | 70    | 14     |
| 8      | Merel Bosma            | Nederland     | BDM-BTZ                                      | 70    | 13     |
| 9      | Beau Wagenmaker        | Nederland     | PGM Bakker                                   | 70    | 12     |
| 10     | Gioya Lancee           | Nederland     | BDM-BTZ                                      | 70    | 11     |
| 11     | Loesanne van der Geest | Nederland     | PGM Bakker                                   | 70    | 10     |
| 12     | Pien van den Bos       | Nederland     | Wokke Vastgoed                               | 70    | 9      |
| 13     | Mayke Vriesinga        | Nederland     |                                              | 70    | 8      |
| 14     | Nienke Smit            | Nederland     | Haak powered by OCRE                         | 70    | 7      |
| 15     | Emma Engbers           | Nederland     | VGR Sport-Vreugdenhil Dairy Foods            | 70    | 6      |
| 16     | Yvonne Nauta           | Nederland     | A6.nl-KMC                                    | 70    | 5      |
| 17     | Amber Siegers          | Nederland     | Skadi / P&G Safety / Mark Bouman Grondwerken | 70    | 4      |
| 18     | Olin Verhoog           | Nederland     | Haak powered by OCRE                         | 70    | 3      |
| 19     | Paula Konijn           | Nederland     | Haak powered by OCRE                         | 70    | 2      |
| 20     | Veerle van Koppen      | Nederland     | Gewest Fryslan-Victron Energy                | 70    | 1      |

70 ronden
0:42:56uur (gem. 36,8sec) 39,1km/h

### Snelste wedstrijdgemiddelde
| Klasse              | Snelste gemiddelde       | Tijd     | Ronden | Schaatsster        | Nationaliteit | Ploeg                        |
| ------------------- | ------------------------ | -------- | ------ | ------------------ | ------------- | ---------------------------- |
| Top-divisie Mannen  | 43,1 km/h (gem. 33,4sec) | 00:55:44 | 100    | Harm Visser        | Nederland     | Jumbo-Visma                  |
| Top-divisie Vrouwen | 39,1 km/h (gem. 36,8sec) | 00:42:56 | 70     | Marijke Groenewoud | Nederland     | Team Albert Heijn Zaanlander |

Marathon Cup 1 · 
Marathon Cup 2 · 
Marathon Cup 3 ·
Marathon Cup 4 · 
Marathon Cup 5 · 
Marathon Cup 6 · 
Marathon Cup 7 · 
Marathon Cup 8 · 
Staatsloterij Schaatsmarathon · 
Marathon Cup 9 · 
NK kunstijs · 
Marathon Cup 10 · 
Eerste schaatsmarathon op natuurijs · 
Tweede schaatsmarathon op natuurijs · 
Marathon Cup 11 · 
Marathon Cup 12 · 
Grand Prix 1 · 
Open NK natuurijs · 
Grand Prix 2 · 
Grand Prix 3 ·
Marathon Cup 13 ·
Marathon Cup 14 · 
Grand Prix 4 · 
Grand Prix 5 · 
Grand Prix 6 ·  
Marathon Cup 15
Klassementen: KNSB Cup ·
Jongeren · 
Ploegen ·
Grand Prix ·
Club-assistent Brabantcup ·
Natuurijs vierdaagse
Lijst van schaatsmarathonrijders 2023/2024